# Pinkatótfalu
Pinkatótfalu (németül: Winten) Monyorókerék településrésze, egykor önálló község Ausztriában Burgenland tartományban a Németújvári járásban.

## Fekvése
Myonyorókeréktől 2 km-re északnyugatra fekszik.

## Története
A települést 1221-ben "Villa Sclavorum" néven említik először. 1297-ben "Tothfolu", 1369-ben és 1496-ban "Touthfalu, Thothfalw", 1489-ben "Locus Lupisdorff supra poss. Thotfalu vocatam versus poss. Zenthkatherina" alakban említik.
Ősi szlávok lakta település volt, mely messze megelőzve a horvát betelepülést talán már a magyar honfoglalás előtt is létezett. A monyorókeréki váruradalom része volt.
III. András király 1297-ben más birtokokért cserébe az uradalommal együtt Héderváry Jakab mesternek a Németújvári grófok ősének adományozta. 1369-ben I. Lajos király mint királyi birtokot udvari vitézének, Ellerbach Vilmosnak adta. 1496-ban a monyorókeréki uradalmat Erdődy Bakócz Tamás esztergomi érsek vásárolta meg, majd 1517-ben birtokainak felosztása után a monyorókeréki uradalom unokaöccsének Erdődy Péternek jutott. 1556-ban Erdődy Péter az uradalommal együtt Zrínyi Miklósnak adta zálogba. A Zrínyiek 1613-ig maradtak birtokosai, amikor Erdődy Tamás a birtokot visszaváltotta.
1720-ban 10 portát számláltak a településen. 1787-ben 20 háza és 111 lakosa volt. 1828-ban 19 házában 125 lakos élt. 1857-ben 25 házat és 143 lakost találtak itt.
Vályi András szerint „TÓTFALU. Wieden. Vas Várm. földes Ura Gr. Erdődy Uraság, lakosai katolikusok, 521fekszik Sz. Péterfalvához nem meszsze, mellynek filiája; határja hegyes, fája, legelője, és eladásra módgya van.”
Fényes Elek szerint „Tótfalu, horvát falu, Vas vmegyében, Monyorokkerék mellett, 116 kath. lak. F. u. gr. Erdődy. Ut. post. Szombathely.”
Vas vármegye monográfiája szerint „Tótfalu (Winten), 38 házzal és 199 r. kath. vallású, németajkú lakossal. Postája Monyorókerék, távirója Szombathely. Határában fogják elvezetni a tervezett pinka-mindszent-szombathelyi vasútvonalat. Kath. kápolnája 1746-ban épült.”
1910-ben 188, túlnyomórészt német lakosa volt. A trianoni békeszerződésig Vas vármegye Szombathelyi járásához tartozott. A békeszerződések Ausztriának ítélték. 1971-ben közigazgatásilag Monyorókerékhez csatolták. 2001-ben 80 lakosa volt.

## Nevezetességei
- A Szent Kereszt Felmagasztalása tiszteletére szentelt római katolikus kápolnája 1951-ben épült.
- A Hegyikápolnát 1724-ben építették.
- A beledi út mellett egy Szent Flórián-kápolna is áll.

## Külső hivatkozások
- Pinkatótfalu a dél-burgenlandi települések portálján
- Geomix.at Archiválva 2011. január 28-i dátummal a Wayback Machine-ben
- Várszentmiklós honlapja
- A burgenlandi települések történeti lexikona